# 鍾淑姬
鍾淑姬（1960年4月24日－），臺灣政治人物、環保運動人士、台灣維新第一屆執行委員。
原民主進步黨籍、前國大代表。現從事公害防治工作。

## 經歷與政績
鍾淑姬積極投入環保運動，在新竹市公害防治協會進行李長榮化工事件封廠抗爭活動。曾當選國民大會代表。

## 事件
2014年，鍾淑姬以「新竹市南區女兒」角色，擬代表民進黨參與新竹市南區市議員選舉，打出大型海報標語「很不政治，很會做事」具體形塑其個人之獨特清新風格。
2014年5月26日，鍾淑姬召開記者會宣布退出民進黨新竹市南區市議員初選，但仍參選南區市議員。
鍾淑姬說，日前她參加民進黨新竹市黨部舉辦的市議員初選協調會，新竹市黨部卻讓非參選人進入會場，會中更多次出現謾罵與攻訐，毫無公信力；加上會中既不錄音、也無逐字會議紀錄，不具公平性，所以她決定退出黨內初選。鍾淑姬並批評，另一位南區市議員初選參選人施乃如憑藉政治世家勢力參選，她不能讓這個靠爸族得勢，所以她仍參選到底。
同日，施乃如不回應鍾淑姬的指控，強調尊重民進黨的機制。
同日，新竹市議員兼民進黨新竹市黨部主任委員林智堅說，新竹市黨部尊重鍾淑姬的退出黨內初選，但嚴正駁斥鍾淑姬指控協調會不公一事。
2014年9月10日，鍾淑姬擔任新竹市長參選人蔡仁堅競選總部發言人，並指控已獲得民進黨提名參選新竹市長的林智堅利用公家資源掩飾自己的建商身分，建商身分曝光後還企圖掩飾此身分。同日，林智堅駁斥蔡仁堅競選總部的指控。
2014年9月15日，民進黨新竹市黨部召開評議委員會審議未經提名參選南區市議員的鍾淑姬違紀案，決議將鍾淑姬開除黨籍。同日，鍾淑姬表示，評委會自甘淪為少數當權者的打手，她深表遺憾。她說，三天前她才突然接到通知，由於她已先安排行程，且經過的兩天假日新竹市黨部無人上班，她開會前已向新竹市黨部書面通知無法到場說明；新竹市黨部卻照樣開會，擺明不讓她有陳述的機會。
她說，根據《人民團體法》，民進黨開除黨員黨籍須經全國黨代表大會通過，地方黨部無權限開除黨員黨籍，她將在收到新竹市黨部正式通知書後再決定是否向中央黨部提出申訴。
2014年9月19日，鍾淑姬召開記者會宣布退黨，批評民進黨新竹市黨部被少數人把持、私人利益凌駕黨意、黨意已悖離民意，對新竹市黨部玩法弄權的做法深表遺憾。
同日，民進黨新竹市黨部執行長翁枝弘說，鍾淑姬是因違紀參選而被新竹市黨部決議開除黨籍，依規定未來五年內她不得重新申請入黨；至於她宣布退黨及不再向中央黨部提出申訴，新竹市黨部尊重她的決定與權益。
2019年8月24日，台灣維新成立，鍾淑姬為創黨執行委員之一。

## 外部連結
- 鍾淑姬的Facebook專頁